# Memorial Cup 2012
Der Memorial Cup 2012 war die 94. Ausgabe des gleichnamigen Turniers, des Finalturniers der Canadian Hockey League. Teilnehmende Mannschaften waren als Meister ihrer jeweiligen Ligen die London Knights (Ontario Hockey League), die Saint John Sea Dogs (Québec Major Junior Hockey League), die Edmonton Oil Kings (Western Hockey League) und, als Gastgeber automatisch qualifiziert, die Shawinigan Cataractes (Québec Major Junior Hockey League). Das Turnier fand vom 18. bis 27. Mai im Centre Bionest de Shawinigan in Shawinigan, Québec statt.
Die Shawinigan Cataractes gewannen nach einem Finalsieg gegen die London Knights ihren ersten Memorial Cup.

## Bewerbungen
Die Shawinigan Cataractes hatten sich bei der Bewerbung um die Austragung des Turniers gegen die Kandidaturen der Cape Breton Screaming Eagles, Halifax Mooseheads und Saint John Sea Dogs durchgesetzt.

## Ergebnisse

### Gruppenphase
| 18. Mai 2012 19:00 Uhr (Ortszeit) | Edmonton Oil Kings Kristiāns Pelšs (2:41) Griffin Reinhart (41:01) Martin Gernát (45:40) Henrik Samuelsson (53:42) | 4:3 (1:1, 0:0, 3:2) Spielbericht | Shawinigan Cataractes Michael Chaput (8:36) Anton Slobin (46:37) Michael Chaput (53:19) | Centre Bionest de Shawinigan, Shawinigan, Québec Zuschauer: 4.300 |

| 19. Mai 2012 19:00 Uhr | Saint John Sea Dogs Charles-Olivier Roussel (1:37) Jonathan Huberdeau (37:57) Ryan Tesink (52:01) | 3:5 (1:2, 1:1, 1:2) Spielbericht | London Knights Max Domi (14:11) Wladislaw Namestnikow (15:35) Seth Griffith (32:41) Austin Watson (50:49) Wladislaw Namestnikow (59:07) | Centre Bionest de Shawinigan, Shawinigan, Québec Zuschauer: 4.537 |

| 20. Mai 2012 19:00 Uhr | Shawinigan Cataractes Michaël Bournival (16:23) Brandon Gormley (20:57) Loïk Poudrier (30:37) Pierre-Olivier Morin (43:20) Brandon Gormley (49:44) Michael Chaput (58:15) | 6:2 (1:1, 2:1, 3:0) Spielbericht | London Knights Josh Anderson (10:47) Andreas Athanasiou (30:59) | Centre Bionest de Shawinigan, Shawinigan, Québec Zuschauer: 4.674 |

| 21. Mai 2012 19:00 Uhr | Saint John Sea Dogs Zack Phillips (4:23) Jonathan Huberdeau (24:42) Danick Gauthier (35:53) Zack Phillips (58:23) Ryan Tesink (59:55) | 5:2 (1:1, 2:1, 2:0) Spielbericht | Edmonton Oil Kings Kristiāns Pelšs (7:03) Stephane Legault (36:56) | Centre Bionest de Shawinigan, Shawinigan, Québec Zuschauer: 3.965 |

| 22. Mai 2012 19:00 Uhr | London Knights Ryan Rupert (1:17) Bo Horvat (11:20) Greg McKegg (31:24) Austin Watson (59:07) | 4:1 (2:1, 1:0, 1:0) Spielbericht | Edmonton Oil Kings Keegan Lowe (19:57) | Centre Bionest de Shawinigan, Shawinigan, Québec Zuschauer: 3.955 |

| 23. Mai 2012 19:00 Uhr | Shawinigan Cataractes Anton Slobin (38:55) | 1:4 (0:2, 1:1, 0:1) Spielbericht | Saint John Sea Dogs Jonathan Huberdeau (4:19) Stanislaw Galijew (19:29) Ryan Tesink (36:05) Jonathan Huberdeau (58:28) | Centre Bionest de Shawinigan, Shawinigan, Québec Zuschauer: 4.687 |

#### Abschlusstabelle
| Pl. |                                                                      | Sp. | S | N | Pkt. | Tore  | Diff. |
| --- | -------------------------------------------------------------------- | --- | - | - | ---- | ----- | ----- |
| 1.  | London Knights (Ontario Hockey League)                               | 3   | 2 | 1 | 4    | 11:10 | +1    |
| 2.  | Saint John Sea Dogs (Québec Major Junior Hockey League)              | 3   | 2 | 1 | 4    | 12:08 | +4    |
| 3.  | Edmonton Oil Kings (Western Hockey League)                           | 3   | 1 | 2 | 2    | 07:12 | −5    |
| 4.  | Shawinigan Cataractes (Gastgeber; Québec Major Junior Hockey League) | 3   | 1 | 2 | 2    | 10:10 | ±0    |

Abkürzungen: Pl. = Platz, Sp. = Spiele, S = Siege, N = Niederlagen, Pkt. = Punkte, Diff. = Tordifferenz

Erläuterungen: Qualifiziert für das Finale, Qualifiziert für das Halbfinale, Qualifikationsspiel um den zweiten Halbfinal-Platz

### Qualifikationsspiel
| 24. Mai 2011 19:00 Uhr | Shawinigan Cataractes Yannick Veilleux (7:30) Morgan Ellis (17:01) Anton Slobin (21:54) Kirill Kabanow (22:56) Michaël Bournival (28:11) Pierre-Olivier Morin (33:59) | 6:1 (2:0, 4:1, 0:0) Spielbericht | Edmonton Oil Kings Henrik Samuelsson (36:50) | Centre Bionest de Shawinigan, Shawinigan, Québec Zuschauer: 4.242 |

### Halbfinale
| 25. Mai 2011 19:00 Uhr | Shawinigan Cataractes Michaël Bournival (6:51) Brandon Gormley (9:24) Loïk Poudrier (29:14) Michael Chaput (30:39) Yannick Veilleux (53:14) Michael Chaput (59:08) Pierre-Olivier Morin (59:50) | 7:4 (2:2, 2:1, 3:1) Spielbericht | Saint John Sea Dogs Zack Phillips (4:29) Tomáš Jurčo (12:35) Jonathan Huberdeau (36:39) Tomáš Jurčo (49:16) | Centre Bionest de Shawinigan, Shawinigan, Québec Zuschauer: 4.763 |

### Finale
| 27. Mai 2011 19:00 Uhr | Shawinigan Cataractes Anton Slobin (23:01) Anton Slobin (77:51) | 2:1 n. V. (0:1, 1:0, 0:0, 1:0) Spielbericht | London Knights Ryan Rupert (5:42) | Centre Bionest de Shawinigan, Shawinigan, Québec Zuschauer: 5.250 |

## Spieler

### Memorial-Cup-Sieger
| Memorial-Cup-Sieger Shawinigan Cataractes | Torhüter: Alex Dubeau, Gabriel Girard Verteidiger: Dillon Donnelly, Morgan Ellis, Mathieu Gagnon, Brandon Gormley, Justin Haché, Dylan Labbé, Jonathan Narbonne, Jonathan Racine, Patrick Volpe Angreifer: Vincent Arseneau, Félix-Antoine Bergeron, Michaël Bournival, Michael Chaput, Frédérick Gaudreau, Alexandre Grandmaison, Kirill Kabanow, Maximilien Le Sieur, Mitchell Maynard, Pierre-Olivier Morin, Loïk Poudrier, Peter Sakaris, Anton Slobin, Yannick Veilleux Cheftrainer: Éric Veilleux General Manager: Martin Mondou |

### Beste Scorer
Abkürzungen: GP = Spiele, G = Tore, A = Assists, Pts = Punkte, PIM = Strafminuten
| Spieler            | Team       | GP | G | A | Pts | PIM |
| ------------------ | ---------- | -- | - | - | --- | --- |
| Michael Chaput     | Shawinigan | 6  | 5 | 7 | 12  | 4   |
| Anton Slobin       | Shawinigan | 6  | 5 | 4 | 9   | 0   |
| Brandon Gormley    | Shawinigan | 6  | 3 | 6 | 9   | 6   |
| Jonathan Huberdeau | Saint John | 4  | 5 | 2 | 7   | 10  |
| Michaël Bournival  | Shawinigan | 6  | 3 | 4 | 7   | 8   |
| Henrik Samuelsson  | Edmonton   | 4  | 2 | 3 | 5   | 8   |
| Austin Watson      | London     | 4  | 2 | 3 | 5   | 0   |
| Morgan Ellis       | Shawinigan | 6  | 1 | 4 | 5   | 6   |
| Kirill Kabanow     | Shawinigan | 6  | 1 | 4 | 5   | 0   |

### Beste Torhüter
Abkürzungen: GP = Spiele, W = Siege, L = Niederlagen, SA = Schüsse gehalten, GA = Gegentore, SO = Shutouts, GAA = Gegentorschnitt, Sv% = gehaltene Schüsse (in %), SO = Shutouts, TOI = Eiszeit (in Minuten)
| Spieler          | Team       | GP | W | L | SA  | GA | GAA  | Sv%  | SO | TOI |
| ---------------- | ---------- | -- | - | - | --- | -- | ---- | ---- | -- | --- |
| Gabriel Girard   | Shawinigan | 5  | 4 | 1 | 157 | 11 | 2,08 | 93,0 | 0  | 318 |
| Michael Houser   | London     | 4  | 2 | 1 | 115 | 11 | 2,58 | 90,4 | 0  | 256 |
| Mathieu Corbeil  | Saint John | 4  | 2 | 2 | 118 | 14 | 3,51 | 88,1 | 0  | 239 |
| Laurent Brossoit | Edmonton   | 4  | 1 | 3 | 124 | 16 | 4,04 | 87,1 | 0  | 237 |

### Auszeichnungen

#### Spielertrophäen
| Auszeichnung                                           | Spieler        | Team                  |
| ------------------------------------------------------ | -------------- | --------------------- |
| Stafford Smythe Memorial Trophy (Wertvollster Spieler) | Michael Chaput | Shawinigan Cataractes |
| Ed Chynoweth Trophy (Bester Scorer)                    | Michael Chaput | Shawinigan Cataractes |
| George Parsons Trophy (Fairster Spieler)               | Zack Phillips  | Saint John Sea Dogs   |
| Hap Emms Memorial Trophy (Bester Torhüter)             | Gabriel Girard | Shawinigan Cataractes |

#### All-Star-Team
| Angriff:      | Henrik Samuelsson – Michael Chaput – Austin Watson |
| Verteidigung: | Brandon Gormley – Jarred Tinordi                   |
| Tor:          | Michael Houser                                     |